# (2722) Abalakin

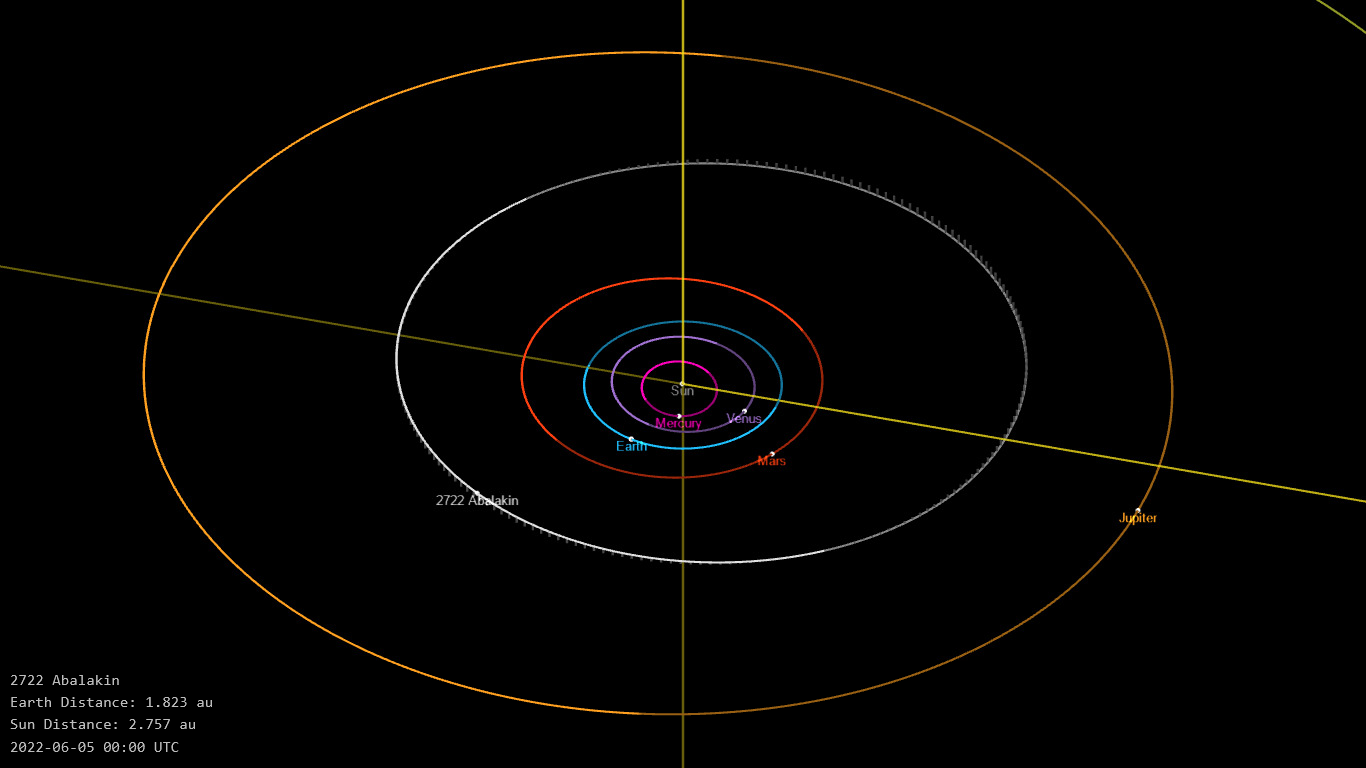
(2722) Abalakin

(2722) Abalakin est un astéroïde de la ceinture principale.

## Description
(2722) Abalakin est un astéroïde de la ceinture principale. Il fut découvert le 1er avril 1976 à Naoutchnyï par Nikolaï Tchernykh. Il présente une orbite caractérisée par un demi-grand axe de 3,21 UA, une excentricité de 0,14 et une inclinaison de 1,7° par rapport à l'écliptique.

## Compléments